# Чернеччина (Самарівський район)
Черне́ччина — село в Україні, Самарівському районі Дніпропетровської області. Населення за переписом 2001 року становить 1 077 осіб. З 2018 року центр Чернеччинської сільської територіальної громади.

## Географія
Село Чернеччина знаходиться на правому березі річки Заплавка і каналу Дніпро — Донбас, вище за течією річки примикає село Мусієнкове, на протилежному березі — село Гупалівка. Поруч протікає річка Оріль, яка в цьому місці звивиста, утворює лимани, стариці і заболочені озера. Через село проходить автомобільна дорога територіального значення Т 0412.
Поруч знаходяться лимани: Козачий Лиман, Круглий лиман і Паруніжний (Порубіжній) лиман. Канал Дніпро—Донбас почав функціонувати в квітні 1982 року.
На каналі поруч з селом знаходиться насосна станція № 3 управління каналу Дніпро — Донбас. Станція має шість спеціалізованих агрегатів для перекачування води, зміна рівня води між нижнім та верхнім бєфами досягає 4 метрів.

## Назва
Назва Чернеччина походить від слова «чернець» і вказує на те, що місцевість довкола монастиря належала ченцям. В окремих джерелах (наприклад, у Дмитра Яворницького) село також називається Чернече, або у російських авторів — Нехворощанська Чернеччина (Чернетчина).

## Історія
За часів Запорожжя в двох верстах від села між лиманами у лісу на низькому місці знаходився Нехворощанський монастир.
У 18 сторіччі село Чернече було у Протовчанській паланці. Нехворощанський монастир існував вже наприкінці XVII ст., коли на його місці знаходилася каплиця, при якій жив якийсь інок. Після Полтавської битви 1709 ігуменом Феодосієм Нестеровичем збудовано церкву.
Монастир закрито 1799 року після повалення Запорозької Січі. Натомість дослідник монастирів Василь Зверинський подає як дату закриття монастиря 1786 рік. Від нього лишилося дві церкви — Св. Миколая і Успенська.
Монастирську Успенську церкву перенесено до села одразу після скасування монастиря, побудувавши на новому місці нову будівлю.
Цікаво, що нині територія, на якій стояв Нехворощанський монастир, на лівому березі р. Орелі, одночасно відноситься до Січеславської області і до Полтавської єпархії.
1886 року слобода Нехворощанська Чернеччина була центром Чернеччинської волості Новомосковського повіту. Тут мешкало 3224 особи, нараховувалося 620 дворів, знаходились волосне правління, православна церква, відбувалось 4 ярмарки на рік.
22 грудня 2019 року створено Чернеччинську сільську об'єднану територіальну громаду.
До складу громади увійшли:
- Чернеччинська сільська рада;
  - село Чернеччина;
  - село Мусієнкове;
- Гупалівська сільська рада;
  - село Гупалівка;
- Дмухайлівська сільська рада;
  - село Дмухайлівка;
- Заплавська сільська рада;
  - село Заплавка;
  - село Краснопілля;
  - село Кременівка;
  - село Минівка.

## Населення

### Мова
Розподіл населення за рідною мовою за даними перепису 2001 року:
| Мова            | Кількість | Відсоток |
| --------------- | --------- | -------- |
| українська      | 1027      | 95.36%   |
| російська       | 27        | 2.51%    |
| вірменська      | 19        | 1.76%    |
| румунська       | 3         | 0.28%    |
| інші/не вказали | 1         | 0.09%    |
| Усього          | 1077      | 100%     |

## Археологія
Неподалік Чернеччини — поселення бронзової доби, досліджене археологом Бєляєвим у 1984 році.

## Економіка
- «Приорільський», кооператив.
- «Аграрник», ПП.
- Дитячий оздоровчий табір «Радха».
- Дитячий оздоровчий табір «Веселка».
- ТОВ «МТС Чернеччина».

## Об'єкти соціальної сфери
- Школа
- Дитячий садок
- Бібліотека[4]
- Будинок культури
- Поштове відділення «Укрпошти»
- Відділення «Нової пошти»
- Церква

## Відомі особистості
В поселенні народився:
- Павловський Юхим Арсенович (1872—1956) — український лікар, діяч «Просвіти».

## Інформаційні ресурси
- Чернеччинська громада [Архівовано 21 жовтня 2020 у Wayback Machine.]
- Фейсбук-група Чернеччинської ОТГ
- Прокет «Відриваємо Україну разом» про Чернеччину